# Endoculturação
Endoculturação é o processo permanente de aprendizagem de uma cultura que se inicia com assimilação de valores e experiências a partir do nascimento de um indivíduo e que se completa com a morte. Este processo de aprendizagem é permanente, desde a infância até à idade adulta de um indivíduo. A medida que o indivíduo nasce, cresce, e desenvolve, ele aprende envolvendo-se cada vez mais a agir da forma que lhe foi ensinado.
Consiste em um comportamento dos indivíduos que depende de um processo de aprendizado cultural, chamado endoculturação ou socialização. Pessoas de sexos ou raças diferentes possuem comportamentos diferentes, não em função de transmissão genética ou do ambiente que vivem, mas pela educação diferenciada que cada um recebeu. Concluímos que a cultura é que determina a diferença de comportamento dos homens; é o todo complexo que inclui conhecimentos, crenças, arte, moral, leis, costumes ou qualquer hábito adquirido pelo homem enquanto membro de uma sociedade.
A endoculturação também pode ser percebida em escala maior, compreendendo um Município, estado, país e até mesmo continentes. Quando estes absorvem determinados tipos de valores e costumes de outros lugares.